# Archibald Corble
Archibald Corble (26 mai 1883 - 22 janvier 1944) est un escrimeur britannique. Sa discipline privilégiée fut le sabre. Il participe à trois olympiades d'été : 1912, 1924 et 1928. Il fut deux fois champion britannique de sabre aux championnats britanniques d'escrime, en 1922 et 1927,. Il est le grand-oncle du dramaturge et metteur en scène Simon Corble.
La Coupe Corble est disputée annuellement en tant que trophée national de sabre britannique.
Corble fut un grand collectionneur d'épées et de livres sur le thème de l'escrime, plus large que le sabre donc. À la fin de sa vie, il a fait don de la majeure partie de sa vaste collection à l'Université catholique de Louvain. La collection comprend environ 1 900 pièces, datant du XVe au XXe siècle, provenant principalement de France, d'Angleterre, d'Amérique du Sud, d'Italie et d'Allemagne. Une grande partie de cette dernière est digitalisée et disponible via le site web de l'Université Catholique de Louvain, principalement les livres publiés avant 1900. Les détails personnels, tels que les lettres adressées à Corble, les photographies des escrimeurs, les notes et les commentaires, qui font partie intégrante de la collection, sont remarquables. Corble, ainsi que les collectionneurs précédents, tels que Cyril Matthey, Alfred Hutton, JR Garcia Donnell, Frederick Pollock et Jacopo Gelli, ont opté pour de nouvelles reliures personnelles, ajoutant des ex-libris à leurs exemplaires.